# 野中恒亨
野中 恒亨（のなか ひろみち、2005年2月16日 - ）は、日本の陸上競技選手。静岡県浜松市出身。國學院大學人間開発学部在学中。

## 経歴
浜松市立北星中学校、静岡県立浜松工業高等学校出身。

### 大学時代

#### 大学1年次
10月の第35回出雲駅伝、11月の第55回全日本大学駅伝の出場はなく、第100回箱根駅伝では11番目で出走メンバーから外れた。

#### 大学2年次
10月14日に開催された第36回出雲駅伝では4区を担当し、大学三大駅伝デビュー。野中は辻原輝から襷を受け、区間賞の走りで先頭との差を詰め、5年ぶり2回目の優勝に貢献した。
11月3日の第56回全日本大学駅伝では5区を担当。1分27秒差の3位で襷を受けると、順位を1つ上げ2位へ浮上。先頭を走る青学大との差を46秒詰める快走を見せ、出雲駅伝に続き区間賞を獲得した。國學院大は最終8区で青学大を逆転し、初優勝を飾った。
2025年1月の第101回箱根駅伝では1区を担当し、首位の中央大と1分40秒差の6位で襷リレー。その後は青学大に後れを取り、9分28秒差の総合3位。チームとしての過去最高順位（第96回大会）に並んだが、史上6校目の大学駅伝三冠はならなかった。
3月16日のEXPO EKIDEN 2025では5区を担当し、区間2位の好走を見せた。チームは大学勢トップとなる総合3位で表彰台入りを果たした。

## 戦績・記録

### 大学三大駅伝戦績
| 学年               | 出雲駅伝                   | 全日本大学駅伝             | 箱根駅伝                          |
| ------------------ | -------------------------- | -------------------------- | --------------------------------- |
| 1年生 （2023年度） | 第35回 ー － ー 出場なし   | 第55回 ー － ー 出場なし   | 第100回 ー － ー 出場なし         |
| 2年生 （2024年度） | 第36回 4区-区間賞 17分42秒 | 第56回 5区-区間賞 35分35秒 | 第101回 1区-区間6位 1時間02分47秒 |

## 自己ベスト
- 5000m - 13分39秒50（2025年6月1日：道南ディスタンス）
- 10000m - 28分17秒98（2024年5月9日：第103回関東学生陸上競技対校選手権大会）
- ハーフマラソン - 1時間00分54秒（2025年2月2日：第77回香川丸亀国際ハーフマラソン）
- 10マイル - 47分08秒（2023年12月3日：第48回熊本甲佐10マイル公認ロードレース大会）